# Campeonato Mundial de Meia Maratona de 2009
O Campeonato Mundial de Meia Maratona de 2009 foi realizado na cidade de Birmingham, no dia 11 de Outubro de 2009. Sendo anunciada como sede, pelo  conselho da IAAF após a apresentação da prefeitura de Birmingham e da UK Athletics.

## Resultados

### Individual

#### Masculino
| Pos | Atleta                   | Nacionalidade  | Tempo   |  |
| --- | ------------------------ | -------------- | ------- |  |
|     | Zersenay Tadese          | Eritreia       | 59:35   |  |
|     | Bernard Kipyego          | Quênia         | 59:59   |  |
|     | Dathan Ritzenhein        | Estados Unidos | 1:00:00 |  |
| 4   | Wilson Kipsang Kiprotich | Quênia         | 1:00:08 |  |
| 5   | Samuel Tsegay            | Eritreia       | 1:00:17 |  |
| 6   | Wilson Kwambai Chebet    | Quênia         | 1:00:59 |  |
| 7   | Kiplimo Kimutai          | Quênia         | 1:01:31 |  |
| 8   | Stephen Mokoka           | África do Sul  | 1:01:36 |  |

#### Feminino
| Pos | Atleta                   | Nacionalidade | Tempo   |  |
| --- | ------------------------ | ------------- | ------- |  |
|     | Mary Jepkosgei Keitany   | Quênia        | 1:06:36 |  |
|     | Philes Ongori            | Quênia        | 1:07:38 |  |
|     | Aberu Kebede             | Etiópia       | 1:07:39 |  |
| 4   | Caroline Cheptanui Kilel | Quênia        | 1:08:16 |  |
| 5   | Mestawet Tufa            | Etiópia       | 1:09:11 |  |
| 6   | Tirfi Tsegaye            | Etiópia       | 1:09:24 |  |
| 7   | Kimberley Smith          | Nova Zelândia | 1:09:35 |  |
| 8   | Filomena Cheyech         | Quênia        | 1:09:44 |  |

### Equipe

#### Masculino
| Pos | País     | Atletas                                                        | Tempo   |
| --- | -------- | -------------------------------------------------------------- | ------- |
|     | Quênia   | Bernard Kipyego Wilson Kipsang Kiprotich Wilson Kwambai Chebet | 3:01:06 |
|     | Eritreia | Zersenay Tadese Samuel Tsegay Adhanom Abraha                   | 3:02:39 |
|     | Etiópia  | Tilahun Regassa Dereje Tesfaye Abebe Negewo                    | 3:06:42 |

#### Feminino
| Pos | País    | Atletas                                             | Tempo   |  |
| --- | ------- | --------------------------------------------------- | ------- |  |
|     | Quênia  | Mary Keitany Philes Ongori Caroline Cheptanui Kilel | 3:22:30 |  |
|     | Etiópia | Aberu Kebede Mestawet Tufa Tirfi Tsegaye            | 3:26:14 |  |
|     | Rússia  | Inga Abitova Silvia Skvortsova Elza Kireeva         | 3:31:23 |  |